# Artona zebra
Artona zebra es una especie de polilla del género Artona, familia Zygaenidae.
Fue descrita científicamente por Elwes en 1890.